# AND-poort
De AND-poort (Nederlands: EN-poort) is een digitale elektronische schakeling met twee of meer ingangen en 1 uitgang. 
De logische toestand van de uitgang is uitsluitend 1, als alle ingangen 1 zijn. In een transistor-schakelcircuit (zonder relais, bijvoorbeeld een IC) wordt een AND-poort altijd opgebouwd met een NAND-schakeling als basis. Hier wordt dan een inverter achter gezet waardoor een AND-werking ontstaat. Hiervoor zijn dus altijd minimaal 3 transistoren nodig.

## Booleaanseoverdrachtsfunctie
{\displaystyle Q=\prod _{i=1}^{n}P_{i}} Voluit geschreven: {\displaystyle Q=P_{1}\cdot P_{2}\cdot ...\cdot P_{n}}

## Waarheidstabel voor een poort met 2 ingangen
| Ingangen | Ingangen | Uitgang |
| P1       | P2       | Q       |
| -------- | -------- | ------- |
| 0        | 0        | 0       |
| 0        | 1        | 0       |
| 1        | 0        | 0       |
| 1        | 1        | 1       |

## Waarheidstabel voor een poort met 3 ingangen

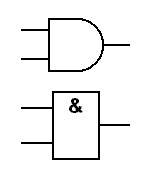
Amerikaans (boven) en IEC-symbool van een AND met twee ingangen

| Ingangen | Ingangen | Ingangen | Uitgang |
| P1       | P2       | P3       | Q       |
| -------- | -------- | -------- | ------- |
| 0        | 0        | 0        | 0       |
| 0        | 0        | 1        | 0       |
| 0        | 1        | 0        | 0       |
| 0        | 1        | 1        | 0       |
| 1        | 0        | 0        | 0       |
| 1        | 0        | 1        | 0       |
| 1        | 1        | 0        | 0       |
| 1        | 1        | 1        | 1       |

## Elektronische implementatie
AND-poorten worden, meestal in groepen of in combinatie met andere logische schakelingen, als geïntegreerde schakeling uitgevoerd. Meestal is het positieve logica; een logische 1 correspondeert met een hoge spanning. Het type 7408 uit de TTL-serie 74xx is een voorbeeld van een viervoudige AND met elk twee ingangen.

## Uitvoering

### Uitvoering met relais
In de schakeling met schakelaars of relais bezit elk relais een maakcontact. De stroomkring met de contacten is slechts gesloten, wanneer alle relais bekrachtigd zijn. Positieve logica: 1 = stroomvoerend

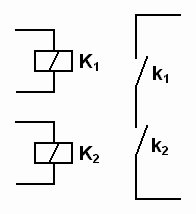
AND-poort met relais

### Uitvoering met transistoren
Indien beide ingangen onder spanning staan, dan laten beide transistoren stroom door en ontstaat een uitgangsspanning.

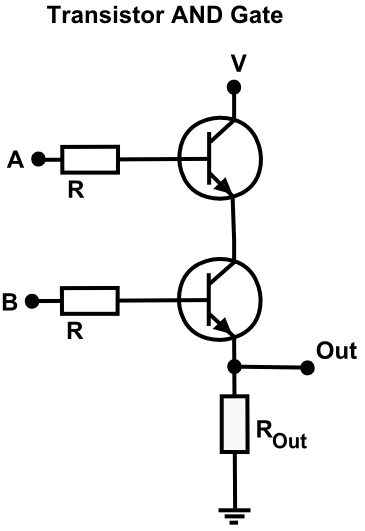
AND-poort met transistoren